# Élections municipales de 2020 à Poitiers
Pour un article plus général, voir Élections municipales françaises de 2020.

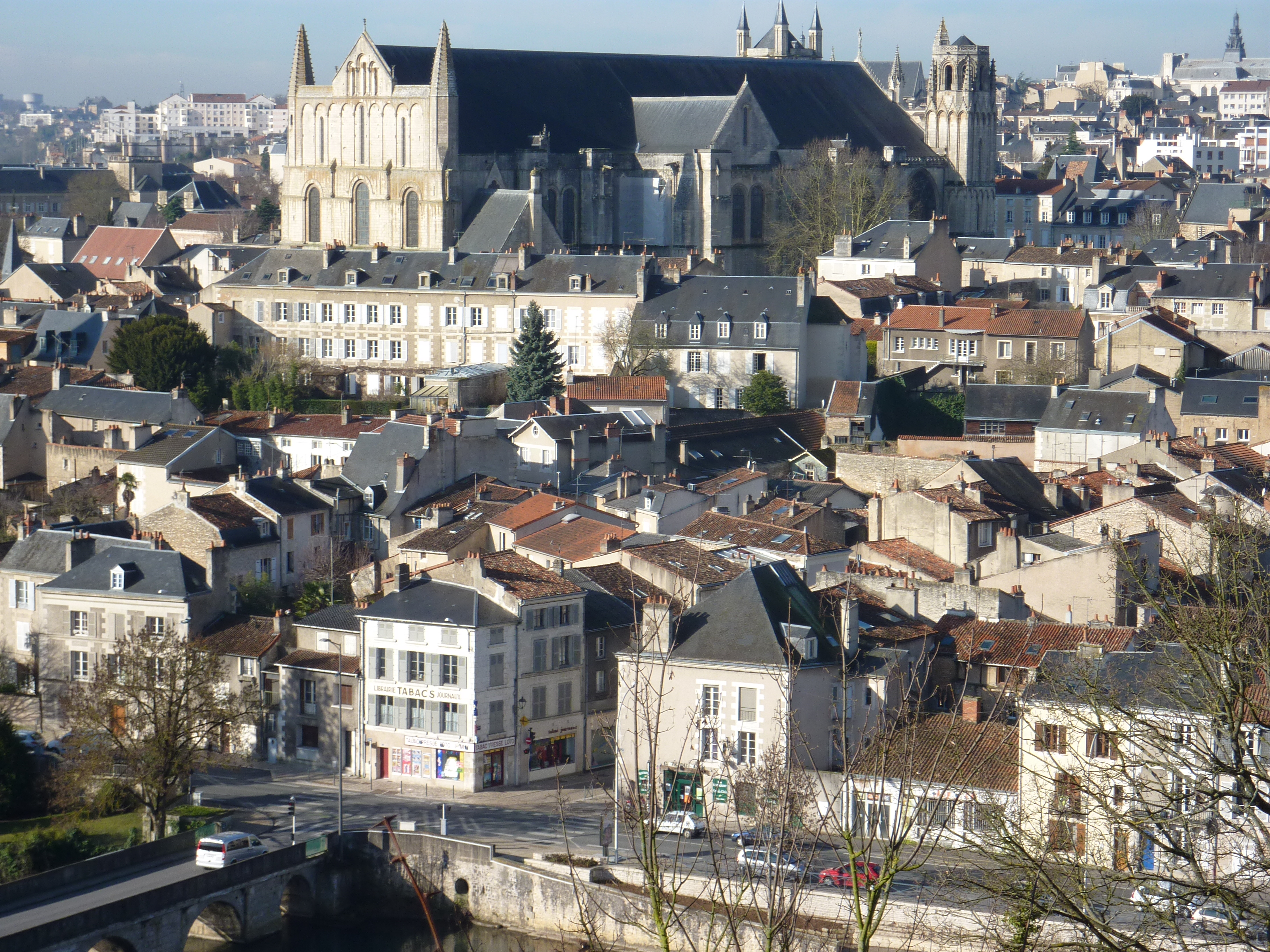
Centre ville de Poitiers

Le premier tour des élections municipales françaises de 2020 à Poitiers  a eu lieu le 15 mars 2020. Le second tour, initialement prévu le 22 mars 2020, est reporté en raison de la pandémie de maladie à coronavirus. Il s'agit du renouvellement du conseil municipal.
Le maire sortant Alain Claeys, élu sous l'étiquette du PS en 2014, est candidat à sa succession pour briguer un troisième mandat.
A l'issue du second tour des municipales Léonore Moncond'huy est élu maire avec 42,83 % des voix contre 35,60 % pour Alain Claeys et 21,56 % pour Anthony Bottier. Elle devient alors la première femme à occuper cette fonction à Poitiers.

## Résultats
|                          |                          |                          |              |              |             |             |        |        |  |
| Tête de liste            | Tête de liste            | Liste                    | Premier tour | Premier tour | Second tour | Second tour | Sièges | Sièges |  |
| Tête de liste            | Tête de liste            | Liste                    | Voix         | %            | Voix        | %           | CM     | CC     |  |
|                          | Léonore Moncond'huy      | EELV-ND-G.s-PCF-GE       | 3 711        | 23,89        | 5 995       | 42,84       | 38     | 27     |  |
|                          | Alain Claeys             | PS                       | 4 382        | 28,21        | 4 983       | 35,60       | 9      | 6      |  |
|                          | Anthony Brottier         | LREM-MoDem               | 2 854        | 18,37        | 3 018       | 21,56       | 6      | 4      |  |
|                          | Christiane Fraysse       | DVG-LFI                  | 1 547        | 9,96         |             |             |        |        |  |
|                          | Thierry Alquier          | LR-NC                    | 1 525        | 9,81         |             |             |        |        |  |
|                          | Kévin Courtois           | RN                       | 886          | 5,70         |             |             |        |        |  |
|                          | Manon Labaye             | NPA                      | 457          | 2,94         |             |             |        |        |  |
|                          | Ludovic Gaillard         | LO                       | 170          | 1,09         |             |             |        |        |  |
|                          |                          |                          |              |              |             |             |        |        |  |
| Votes valides            | Votes valides            | Votes valides            | 15 532       | 97,74        | 13 996      | 96,50       |        |        |  |
| Votes blancs             | Votes blancs             | Votes blancs             | 108          | 0,68         | 249         | 1,72        |        |        |  |
| Votes nuls               | Votes nuls               | Votes nuls               | 251          | 1,58         | 259         | 1,79        |        |        |  |
| Total                    | Total                    | Total                    | 15 891       | 100          | 14 504      | 100         | 53     | 37     |  |
| Abstention               | Abstention               | Abstention               | 27 769       | 63,30        | 29 201      | 66,81       |        |        |  |
| Inscrits / participation | Inscrits / participation | Inscrits / participation | 43 660       | 36,40        | 43 705      | 33,19       |        |        |  |

### Sondages
| Source           | Date de réalisation   | Échantillon | LO       | NPA    | DVG-ECO | EELV-PCF-G.s | PS     | LREM-MODEM | LR-UDI  | RN       |
| Source           | Date de réalisation   | Échantillon | Gaillard | Labaye | Fraysse | Moncond'huy  | Claeys | Brottier   | Alquier | Courtois |
| ---------------- | --------------------- | ----------- | -------- | ------ | ------- | ------------ | ------ | ---------- | ------- | -------- |
| Source           | Date de réalisation   | Échantillon |          |        |         |              |        |            |         |          |
| Ifop             | 17 au 21 février 2020 | 596         | 1        | 4      | 11      | 17           | 28     | 15         | 14      | 10       |
| Notre Municipale | 27 au 8 mars 2020     | 605         | 1        | 2      | 9       | 24           | 32     | 15         | 10      | 5        |

| Source | Date de réalisation   | Échantillon | EELV-PCF-G.s | PS     | LREM-MODEM | LR-UDI  | RN       |
| Source | Date de réalisation   | Échantillon | Moncond'huy  | Claeys | Brottier   | Alquier | Courtois |
| ------ | --------------------- | ----------- | ------------ | ------ | ---------- | ------- | -------- |
| Source | Date de réalisation   | Échantillon |              |        |            |         |          |
| Ifop   | 17 au 21 février 2020 | 596         | 29           | 31     | 22         | 18      | -        |
| Ifop   | 17 au 21 février 2020 | 596         | 27           | 36     | 27         | -       | 10       |

N.B. :
- en gras sur fond coloré : le candidat arrivé en tête du sondage ;
- en gras sur fond blanc le candidat arrivé en deuxième position du sondage.